# Posición Dakar
«Posición Dakar» fue el nombre en clave que, en la fase final de la guerra civil española, se dio al lugar de la localidad alicantina de Elda en el que se alojó la entonces cúpula del Partido Comunista, en la que figuraba Dolores Ibárruri. Junto a la conocida como «Posición Yuste» (residencia del presidente del Consejo de Ministros de la República, Juan Negrín), ambos enclaves en su conjunto han sido denominados por algunos historiadores como el «Gobierno de Elda» durante esta etapa histórica del gobierno presidido por Negrín entre el 25 de febrero y el 6 de marzo de 1939.

## Descripción
Conformaban la «Posición Dakar» varias casas de recreo del extrarradio de Elda, que hoy son viviendas privadas, las cuales albergaron por esas fechas a personal gubernamental vinculado al PCE, como el ministro de Agricultura Vicente Uribe. También se alojaron allí Dolores Ibárruri, Enrique Líster y Rafael Alberti, entre otros.
Según el historiador José Manuel Valero Escandell, Negrín habría celebrado en una de estas casas su última reunión política, en la que comunicó a los dirigentes comunistas su decisión de abandonar España.

## Desmantelamiento de la posición
El 6 de marzo de 1939 los máximos dirigentes del Partido Comunista que se encontraban en la «Posición Dakar» se desplazaron hasta el aeródromo de Monóvar tras dirigirse a Sax y Salinas, desde donde llegaron al campo de aviación para tomar el vuelo que los conduciría hasta Orán. Según la documentación conservada, los aviones que partieron con este destino fueron del modelo Havilland Dragon Rapide.
En el primer vuelo viajaron los poetas Rafael Alberti y María Teresa León, el general Cordón, subsecretario del Ministerio de Defensa, y el coronel Núñez Maza.
El segundo avión, también del modelo Havilland Dragon Rapide y con el mismo destino, transportó a los principales dirigentes del PCE, entre los cuales estaba Dolores Ibárruri “Pasionaria” y su secretaria Irene Falcón.
A mediodía se efectuó el tercer vuelo. En esta ocasión, el avión era un Douglas DC-2 de las Líneas Aéreas Españolas y su destino era Toulouse. En él viajó Juan Negrín, el presidente del gobierno de la II República, acompañado de Álvarez del Vayo, ministro de Estado, y diferentes miembros del gabinete. El presidente salió de la «Posición Yuste», en El Poblet de Petrel, y se dirigió a Monóvar, atravesó su calle principal, la Calle Mayor, y continuó por la carretera que unía el pueblo con El Fondó. Así se puso fin al gobierno de la II República en España.
Tras el vuelo de Negrín, el resto de la cúpula del PCE abandonó la «Posición Dakar» en Elda y se dirigió al aeródromo. En el cuartel general de El Fondó tuvo lugar la última reunión de esta formación. Algunos de los presentes fueron Palmiro Togliatti, Hidalgo de Cisneros, Fernando Claudín, Enrique Líster, Juan Modesto, Luis Delage García, Manuel Delicado, Pedro Checa, Vicente Uribe, Enrique Castro, Ángel Álvarez, Jesús Fusimaña, Manuel Tagueña, Luis Romero, Mateo Merino, Ramón Soliva, Ernesto Navarro, entre otros. Allí acordaron que abandonarían España poco antes de amanecer. Algunos de ellos salieron desde el aeródromo en dos vuelos hacia Toulouse y otro vuelo en dirección a Orán, mientras que el resto se aventuraron por carretera en varias direcciones.